# 神奈川県道312号田谷藤沢線

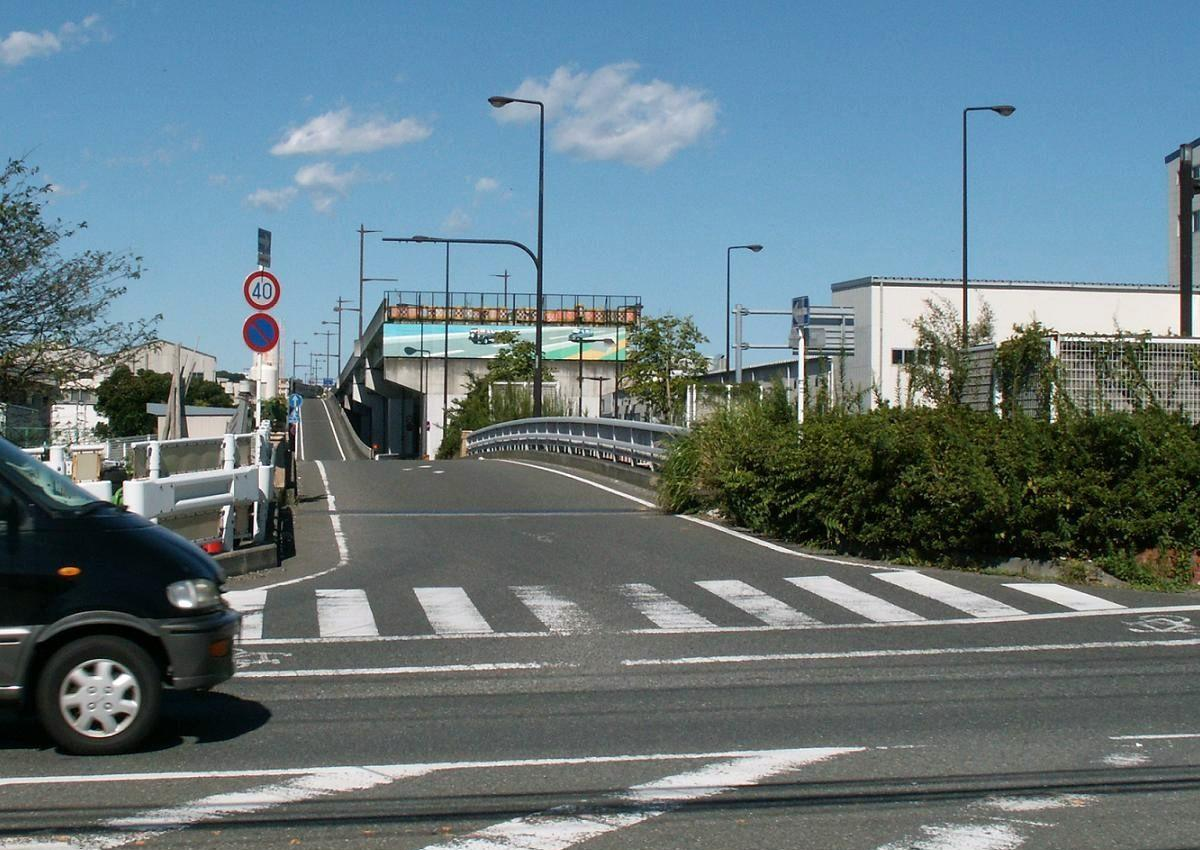
終点である川名交差点の写真。さらに南進する計画があるため、延伸を前提としたつくりになっている

神奈川県道312号田谷藤沢線（かながわけんどう312ごう たやふじさわせん）は、神奈川県横浜市栄区田谷町と同県藤沢市川名を結ぶ、実延長4.0kmの一般県道。

## 概要
本路線は横浜市の「3環状10放射道路」において放射路線の一つである、都市計画道路横浜藤沢線の一部となっている。計画では川名から南方へ延伸し国道134号に接続し、田谷で接続する神奈川県道402号阿久和鎌倉線とあわせて国道134号から国道1号へのバイパス路線となる予定である、延伸部が川名緑地と呼ばれる自然林を通過するため、川名以南の建設は中断したがトンネル化案が示され検討を進めている。

## 通過する自治体
- 神奈川県
  - 横浜市（栄区）
  - 鎌倉市
  - 藤沢市
- Google マップ

## 接続する道路
- 神奈川県道23号原宿六ツ浦線（田谷交差点）
- 神奈川県道402号阿久和鎌倉線（三井団地入口交差点）
- 神奈川県道302号小袋谷藤沢線（村岡消防出張所前交差点）
- 神奈川県道32号藤沢鎌倉線（川名交差点）